# Zamek w Meziměstí
Zamek w Meziměstí – zamek w miejscowości Meziměstí.

## Historia
Dawna twierdza, od 1434 roku należąca do klasztoru w Broumovie. W latach 1728–38 zamek został przebudowany na barokowy dwór - rezydencję przez Krzysztofa Dientzenhofera na zlecenie opata broumowskiego Othmara Daniela Zinke (1700–1738).

## Opis
Piętrowy obiekt wybudowany na planie prostokąta, kryty dachem mansardowym, w elewacji głównej trzy ryzality. Środkowy, szeroki na trzy okna, z głównym wejściem zwieńczony trójkątnym frontonem. Nad portalem kartusz z herbem opactwa złożonym z dwóch tarcz zwieńczonych mitrą, prawa z kłodą z trzema kikutami, lewa z trzema  skosami, gdzie środkowy ma trzy róże. Na herbie data 1749 i inicjał opata B o nazwisku Benno II Löbl (1738–1751), następcy Othmara Daniela Zinke (1700–1738) a dwie kolejne litery AB to skrót tytułu w j. łac. Abbas Braunensis - opat w Broumovie. Sklepienia krzyżowe i lunetowe oraz szereg barokowych portali w przyziemiu i piętrze korytarza, w piętrze dawnej kaplicy - owalne, ściany rozdzielone podwójnymi gzymsami, podtrzymującymi niską kopułę. Po 1918 wykorzystywano budynek do różnych celów (m.in. mieściła się w nim pierwsza czeska szkoła w Meziměstí), a po reformie rolnej w 1922 zostało gospodarstwem prywatnym. W czasie II wojny światowej budynek użytkowany był rolniczo i popadł w poważną ruinę. Wywłaszczony po wojnie. Odbudowa w latach 70. XX w. przywróciła mu pierwotną formę, a w latach 1976-1994 był siedzibą Ministerstwa Spraw Wewnętrznych. Obecnie po zwróceniu w ramach restytucji znajduje się w rękach prywatnych.

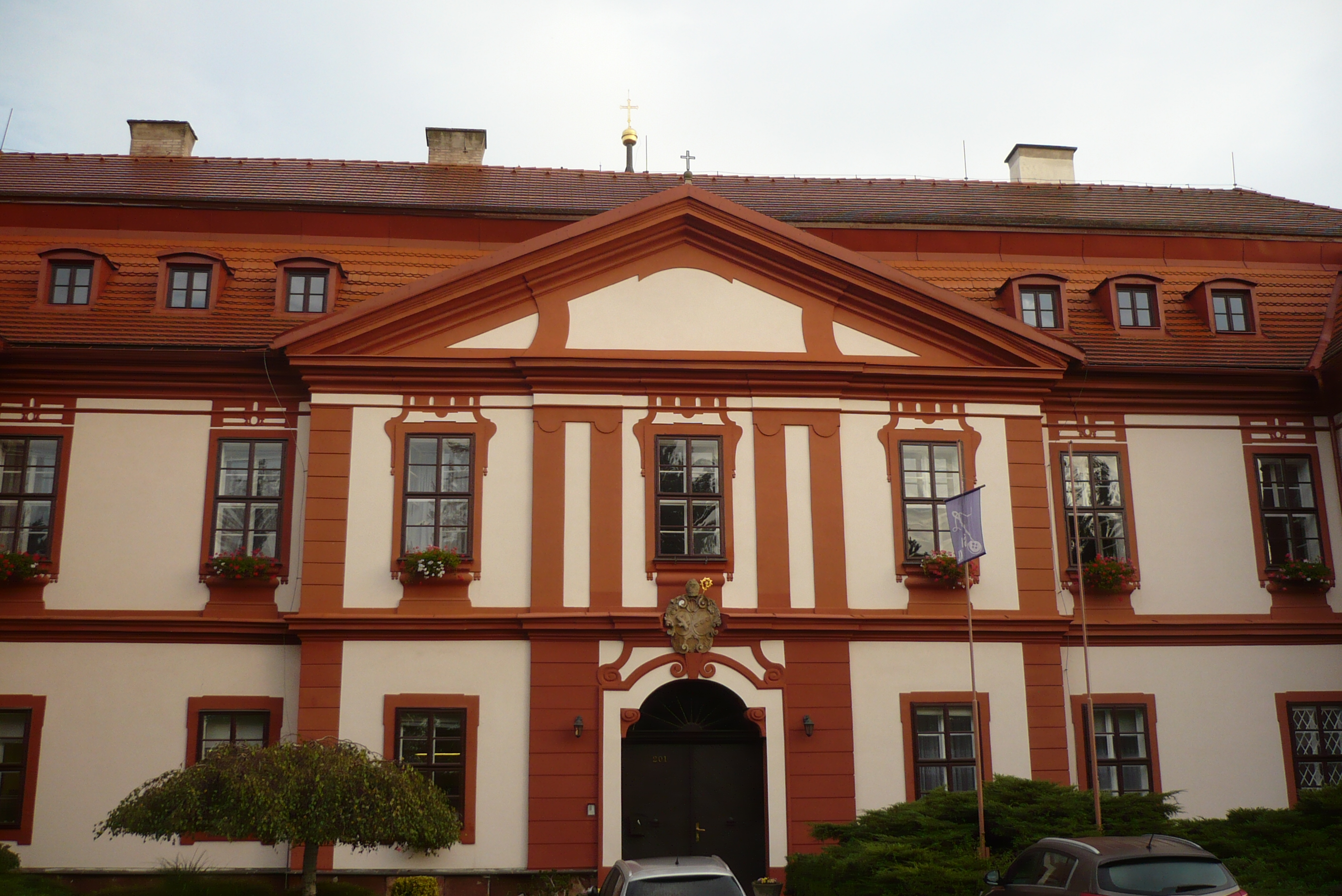
Ryzalit
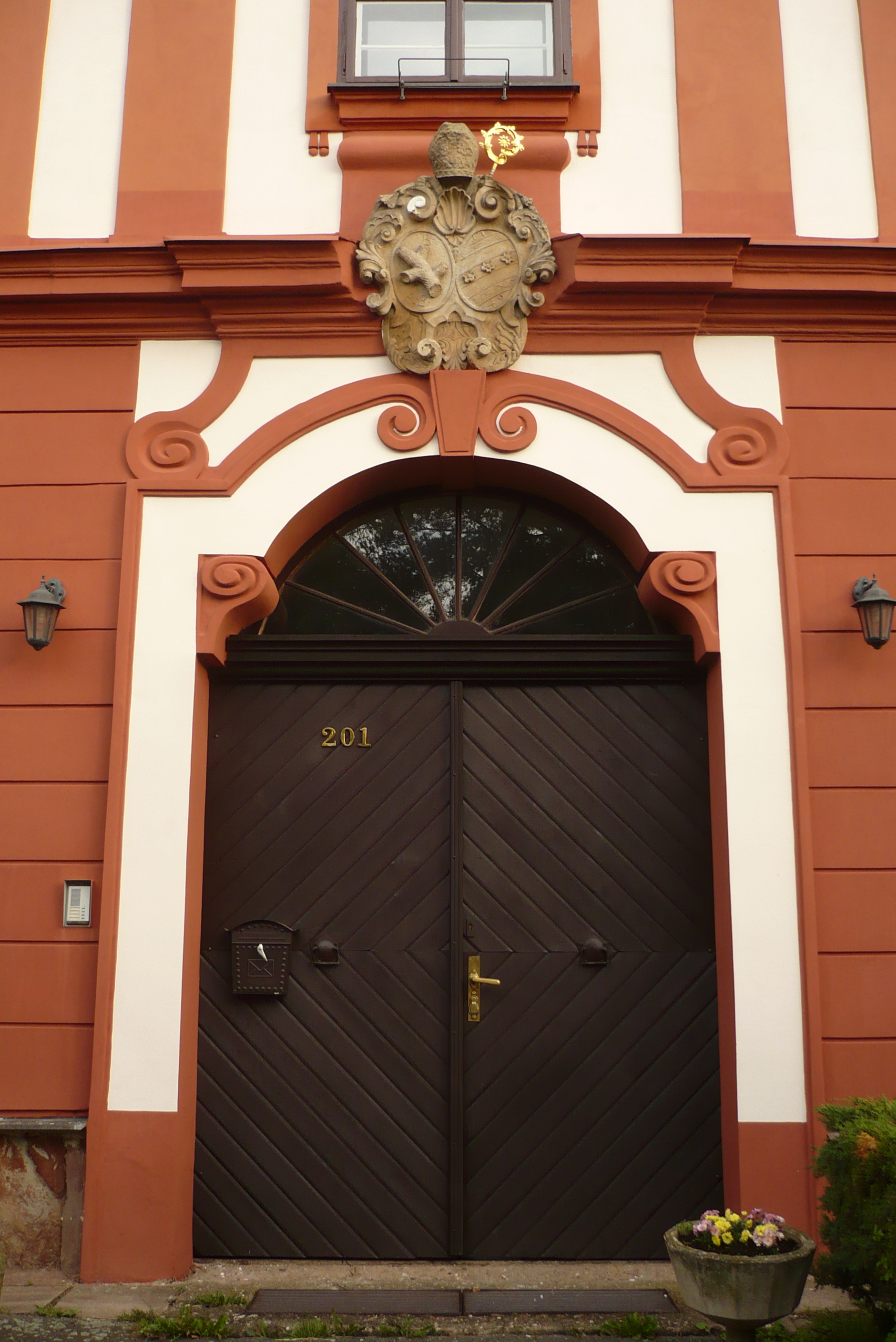
Wejście
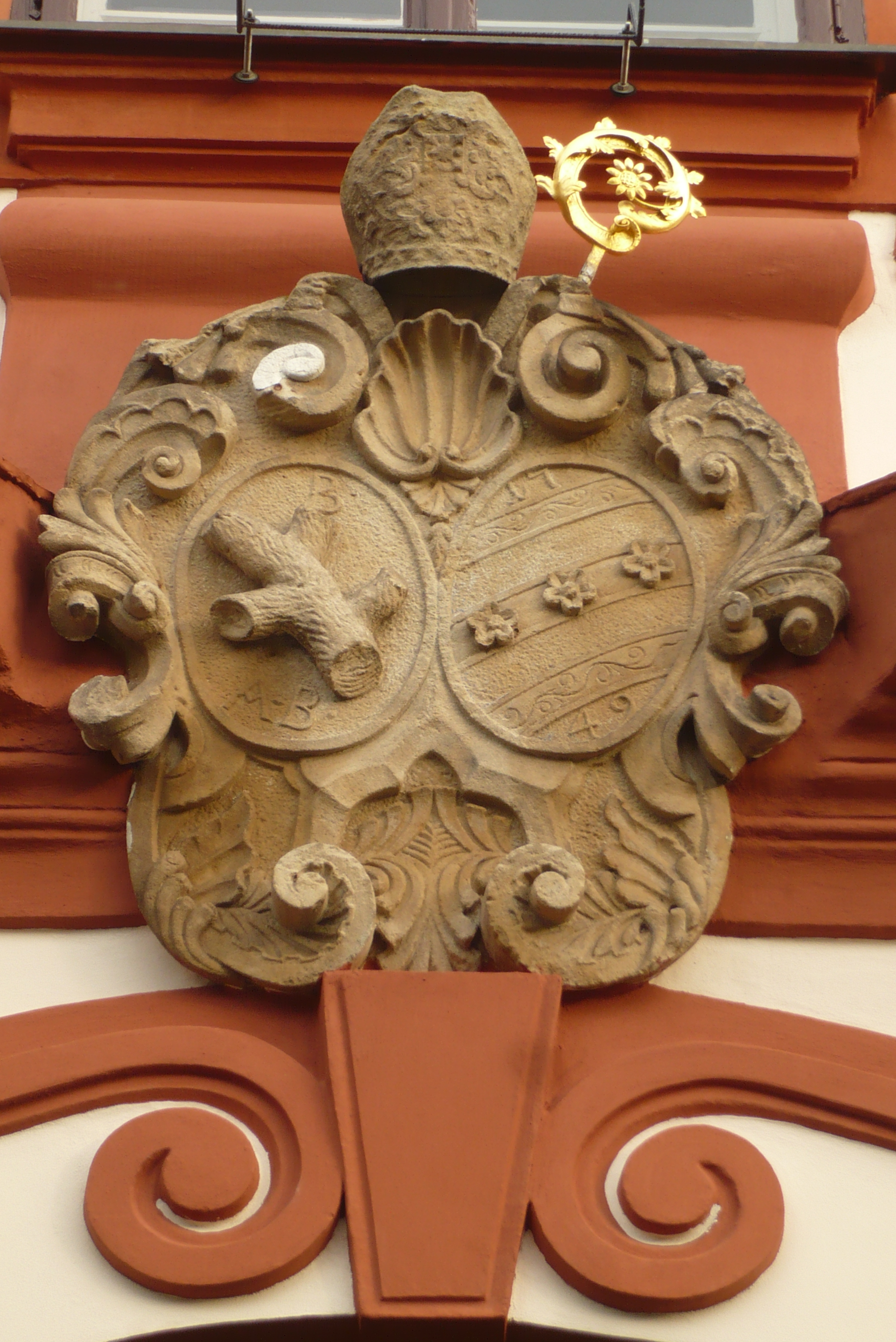
Herby, BAB 1749